# 아내에게 바치는 노래
"아내에게 바치는 노래"는 1977년에 개봉한 대한민국의 영화이다.

## 캐스팅
- 한진희 : 수형 역
- 정소녀
- 양광남
- 도금봉
- 주선태
- 이인옥
- 전숙
- 정운용
- 정순용